# Kamel Nacif Borge
Kamel Nacif Borge (Mexico-Stad, 13 mei 1946) is een omstreden Mexicaans ondernemer.
Nacif Borge is afkomstig uit een Libanese familie. Hij heeft fortuinen gemaakt in de denimindustrie en staat bekend als de 'koning van de denim'. Desalniettemin haalt hij meestal het nieuws met schandalen. Niet-gouvernementele organisaties hebben hem ervan beschuldigd zijn fortuin gemaakt hebben door middel van sweatshops en uitbuiting van zijn werknemers en in 1993 werd hij in Las Vegas gearresteerd wegens belastingontduiking. In 2006 dook een telefoongesprek op waarin hij Emilio Gamboa Patrón, fractievoorzitter van de Institutioneel Revolutionaire Partij (PRI), verzocht een nieuwe gokwet tegen te houden.
In 2005 publiceerde de onderzoeksjournaliste Lydia Cacho een boek over pedofilienetwerken waarin zij Nacif ervan beschuldigde zijn invloeden te hebben aangewend om de pedofiel Jean Succar Kuri tegen vervolging te beschermen. In februari 2006 werd Cacho gearresteerd en naar een gevangenis in de staat Puebla getransporteerd. Uit een uitgelekt telefoongesprek is gebleken dat Nacif Borge de gouverneur van Puebla Mario Marín Torres had verzocht Cacho te laten oppaken en in de gevangenis te laten mishandelen.